# Ștefan Răzvan
Ștefan Răzvan (n.  ? – d. decembrie 1595) a fost Domn al Principatului Moldovei în perioada (aprilie 1595 - decembrie 1595).

## Domnie
Fiul unui tată rom musulman care emigrase către Moldova din Imperiul Otoman și al unei femei moldovence, a servit în mod probabil în armata regelui Henric al IV-lea al Franței, apoi în armata poloneză. Înainte de a accede la tron era comandantul gărzii lui Aron Vodă și avea titlul de hatman.
A luptat alături de Mihai Viteazul și Sigismund Báthory împotriva turcilor otomani. I-a succedat la tron lui Aron Vodă, pe care l-a alungat cu sprijinul lui Sigismund Báthory și al soldaților, proclamându-se domn. Detronat ca urmare a invaziei poloneze în Moldova, a fost înlocuit cu Ieremia Movilă. Bătălia decisivă a fost dată la Areni, lângă Suceava. Pierzând bătălia, Ștefan a fost capturat în încercarea sa de a fugi spre Transilvania și a fost executat prin tragere în țeapă.

## Origine
Ștefan Răzvan este citat ca una din puținele figuri ale istoriei românilor care să fi fost de origine rromă. În programa școlară de Istoria și tradițiile minorității romilor, este inclusă o listă de 17 personalități românești de etnie rromă, printre care și Ștefan Răzvan.